# Daniel Carasso
Daniel Carasso (* 16. Dezember 1905 in Thessaloniki; † 17. Mai 2009 in Paris) war ein französischer Unternehmer jüdisch-sephardischer Herkunft. Daniel Carasso war Mitglied der Carasso-Familie, Sohn von Isaac Carasso, der den Joghurthersteller Danone gründete, gründete dessen amerikanische Niederlassung Dannon Company und baute Danone zu einem Weltkonzern aus.

## Biographie
Carassos Familie hatte jahrhundertelang in Saloniki im Osmanischen Reich gelebt, dem heute griechischen Thessaloniki. 1912, nach den Balkankriegen, wanderte die Familie nach Barcelona aus. 1919 begann Carassos Vater, einen Joghurt zu vermarkten, den er nach Daniel benannte, dessen katalanischer Spitzname Danon lautete.
1923 ging Carasso nach Marseille, wo er eine Wirtschaftsschule besuchte, und später nach Paris, wo er am Institut Pasteur Bakteriologie studierte. 1939 übernahm er den Familienbetrieb und gründete eine Niederlassung in Frankreich.
1941 war er gezwungen, vor der nationalsozialistischen Besatzung zu fliehen, und ließ sich in den Vereinigten Staaten in New York nieder.
1942 bildete er eine Partnerschaft mit zwei Freunden der Familie, Joseph Metzger, einem spanischen Geschäftsmann schweizerischer Herkunft, und seinem Sohn Juan. Sie kauften ein kleines Unternehmen namens Oxy-Gala, das griechischen Joghurt herstellte, und formten daraus die Dannon Milk Products mit Sitz in der Bronx. Seit 1947 setzte er seinem Joghurt als Zugeständnis an den amerikanischen Geschmack Marmelade zu und schaffte es dadurch, größere Verkaufszahlen in einen breiten Markt zu erreichen. Später weitete sich die Unternehmenstätigkeit auf andere Lebensmittel wie Käse aus, und Danone wurde ein weltweit führender Lebensmittelhersteller.
1951 kehrte Carasso nach Frankreich zurück. Carasso starb 103-jährig in seinem Haus in Paris.